# Lichtenberg (Lusàcia)
Lichtenberg (alt sòrab: Swětła) és un municipi alemany que pertany a l'estat de Saxònia. Es troba a 17 kilòmetres de Dresden. El 2022 tenia una població estimada de 1.609 habitants.